# 卞學鐄
卞學鐄（英語：Theodore Hsueh-Huang Pian，1919年1月18日—2009年6月20日）是一位美国华人航空航天學專家，美國麻省理工學院榮休教授。

## 生平
天津八大家乡祠卞家第八代後人，卞家祖籍常州，清初迁天津，生於天津，與其妻趙如蘭同為中央研究院院士。趙如蘭為中國語言學家趙元任之長女。

## 榮譽
- Second Prize—von Karman Memorial Contest (1974)
- American Institute of Aeronautics and Astronautics[何时？]
- Structures, Structrual Dynamics and Materials Award（1975）
- 美國機械工程師學會榮譽會員（1985）
- 美國國家工程院院士（1988）
- 北京航空航天大學榮譽博士（1990）
- 上海大學榮譽哲學博士（1991）
- 中央研究院院士（2002）
- 中國科技、北航、南航、西南交大、北京理工、大連理工、華中理工、中南工大、河海、長沙鐵道學院、大連鐵道學院等十一所院校名譽教授

## 注
1. ↑  清华学子中的部分美国国家院士[永久]